# Bandar-e Anzali
Bandar-e Anzali (persiska: بندرانزلى) är en stad i nordvästra Iran. Den ligger i provinsen Gilan vid Kaspiska havets kust och har cirka 120 000 invånare. Staden hette Bandar-e Pahlavi före den iranska revolutionen. Den är administrativt centrum för delprovinsen (shahrestan) Bandar-e Anzali.
Den svensk-iranska sångerskan och skådespelerskan Laleh Pourkarim är född i Bandar-e Anzali.